# بطاقة استذكار

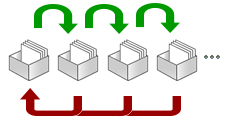
مجموعة من البطاقات المستخدمة في طريقة لايتنر.

بطاقات الاستذكار هي عبارة عن مجموعة من البطاقات التي يمكن أن تحتوى على أهم معاني الكلمات، أو أهم التواريخ في مادة التاريخ، وغيرها من تلك المعلومات المعرضة للنسيان، وهي تستخدم عادة في المدارس لتعليم وتثبيت المعلومات للطلبة، وتكون عادة المعلومات مكتوبة على هيئة سؤال وجواب.
فمثلا يكتب السؤال في بطاقة والجواب في بطاقة أخرى، أو يكتب السؤال في بطاقة والجواب في ظهر البطاقة، أي أن بطاقات الاستذكار يمكن الكتابة على جانب واحد منها فقط أو كلا الجانبين.

## التاريخ
بدأ استخدام بطاقات الاستذكار على نطاق واسع في فترة السبعينيات، ويعتبر العالم الألماني سيباستيان لايتنر من أهم مستخدمي تلك الطريقة لتعليم الطلبة، بل وهناك طريقة للتعليم بها باسمه تسمى طريقة لايتنر، التي شرحها في كتابه "هكذا تتعلم كيف تتعلم - So lernt man Lernen"